# Simo Lipsanen
Simo Lipsanen (ur. 13 września 1995 w Lappeenrancie) – fiński lekkoatleta specjalizujący się w trójskoku.
W 2015 był siódmy na młodzieżowych mistrzostwach Europy oraz zajął 6. miejsce podczas światowych wojskowych igrzysk sportowych. Siódmy trójskoczek halowych mistrzostw Europy w Belgradzie (2017). W tym samym roku sięgnął po wicemistrzostwo Europy młodzieżowców.
Złoty medalista mistrzostw Finlandii (również w skoku w dal) oraz reprezentant kraju na drużynowych mistrzostwach Europy i w meczach międzypaństwowych.
Rekordy życiowe: stadion – 17,14 (16 lipca 2017, Bydgoszcz); hala – 16,98 (10 lutego 2019, Liévin); skok w dal (hala) – 7,76 (19 lutego 2017, Jyväskylä). Rezultaty w trójskoku są aktualnymi rekordami Finlandii.

## Osiągnięcia
| Rok  | Impreza                                 | Miejsce     | Pozycja           | Wynik  |
| ---- | --------------------------------------- | ----------- | ----------------- | ------ |
| 2015 | Superliga drużynowych mistrzostw Europy | Czeboksary  | 3. miejsce        | 16,62w |
| 2015 | Młodzieżowe mistrzostwa Europy          | Tallinn     | 7. miejsce        | 16,02  |
| 2015 | Światowe wojskowe igrzyska sportowe     | Mungyeong   | 6. miejsce        | 15,85  |
| 2017 | Halowe mistrzostwa Europy               | Belgrad     | 7. miejsce        | 16,84  |
| 2017 | I liga drużynowych mistrzostw Europy    | Vaasa       | 1. miejsce        | 16,75  |
| 2017 | Młodzieżowe mistrzostwa Europy          | Bydgoszcz   | 2. miejsce        | 17,14  |
| 2017 | Mistrzostwa świata                      | Londyn      | el. – 17. miejsce | 16,54  |
| 2018 | Mistrzostwa Europy                      | Berlin      | 9. miejsce        | 16,46  |
| 2019 | Halowe mistrzostwa Europy               | Glasgow     | el. – 9. miejsce  | 16,43  |
| 2019 | Superliga drużynowych mistrzostw Europy | Bydgoszcz   | 2. miejsce        | 16,76  |
| 2019 | Mistrzostwa świata                      | Doha        | el. – 23. miejsce | 16,47  |
| 2021 | I liga drużynowych mistrzostw Europy    | Kluż-Napoka | 4. miejsce        | 16,14  |
| 2022 | Mistrzostwa Europy                      | Monachium   | el. – 17. miejsce | 15,93  |
| 2024 | Mistrzostwa Europy                      | Rzym        | el. – 20. miejsce | 16,12  |